# Denis Clerc (homme politique)
Pour les articles homonymes, voir Denis Clerc et Clerc.
Denis Clerc, né le 18 décembre 1935 à Rossens et mort le 7 avril 2012, est une personnalité politique fribourgeoise, membre du parti socialiste.
Il est conseiller d'État de 1972 à 1976 et de 1981 à 1991.

## Biographie
Il obtient son doctorat en 1965.
Il poursuit diverses activités d'enseignements, en tant que professeur de lettres classiques à l’École secondaire de Romont (1961-1963), puis au Collège Saint-Michel de Fribourg (1971-1981), et enfin comme lecteur de français à l'Université de Fribourg (1976-1981).

## Publications
Il écrit des mémoires sous le titre Les lacets rouges, édition de la Sarine, 2007  (ISBN 978-2-88355-109-1) ainsi qu'un livre sur "La Chute de la Maison Blocher", édition de l'Aire, 2009  (ISBN 2-88108-889-9).